# 漢級原子力潜水艦領海侵犯事件

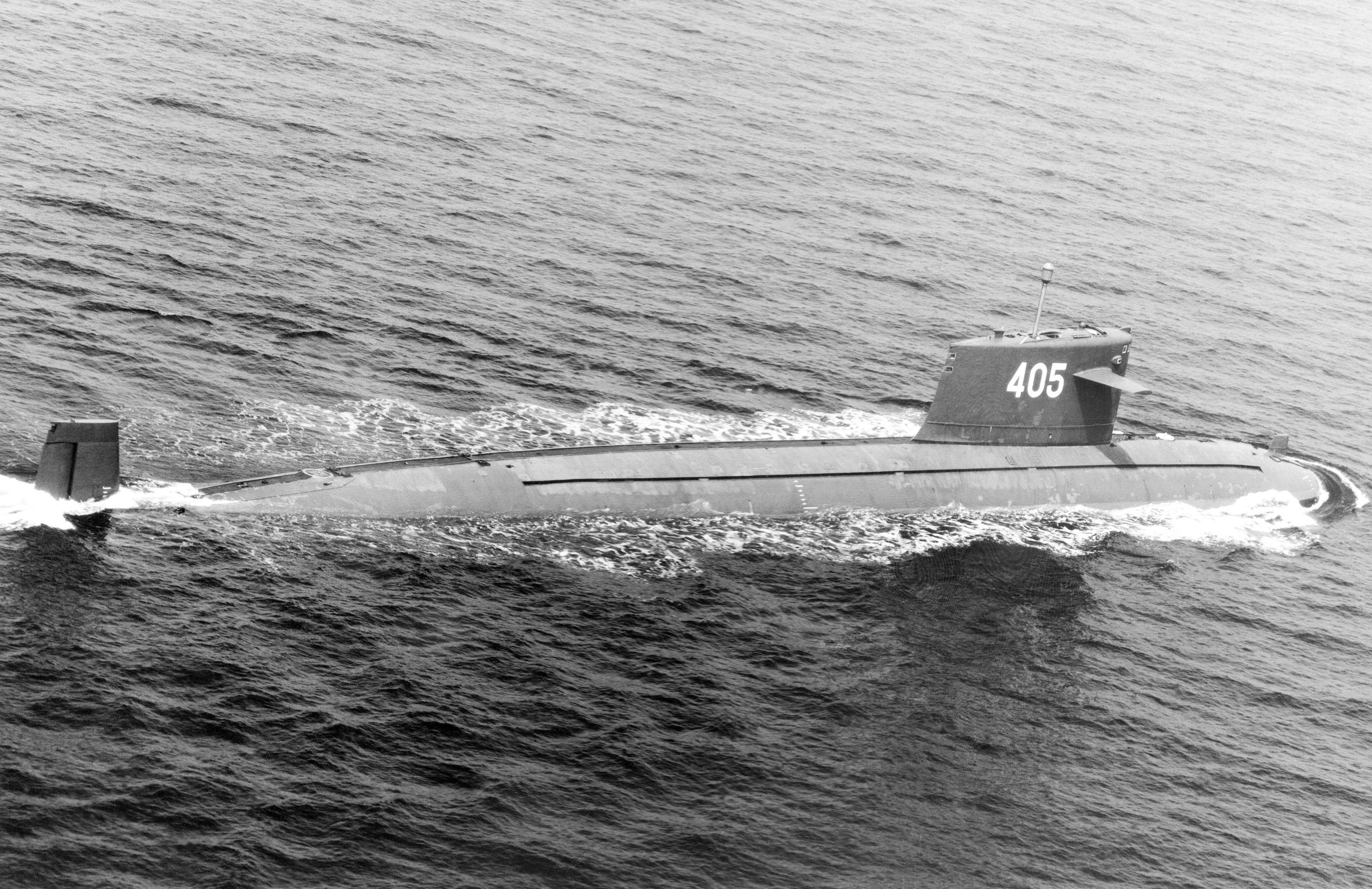
1993年に撮影された漢型原子力潜水艦（405号艦）

漢級原子力潜水艦領海侵犯事件（ハンきゅうげんしりょくせんすいかんりょうかいしんぱんじけん）は、2004年（平成16年）11月10日に発生した中国人民解放軍海軍の漢型原子力潜水艦が石垣島周辺海域を領海侵犯した事件である。日本政府は、海上自衛隊創設以来2度目となる海上警備行動を発令した。

## 経過概要

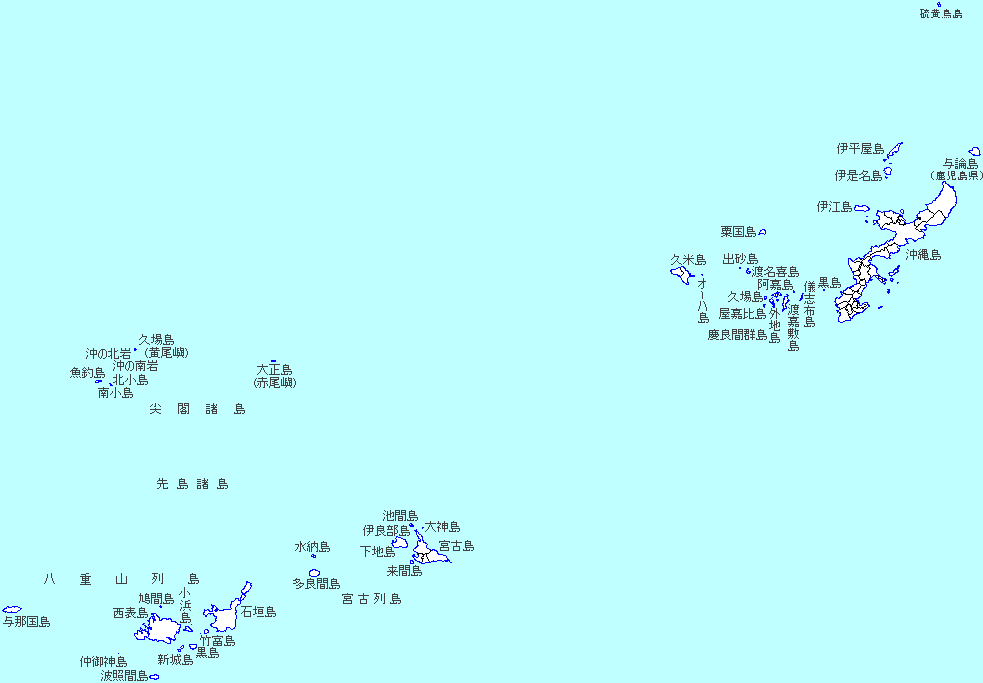
日本の領海を侵犯し石垣島と多良間島の間を通過

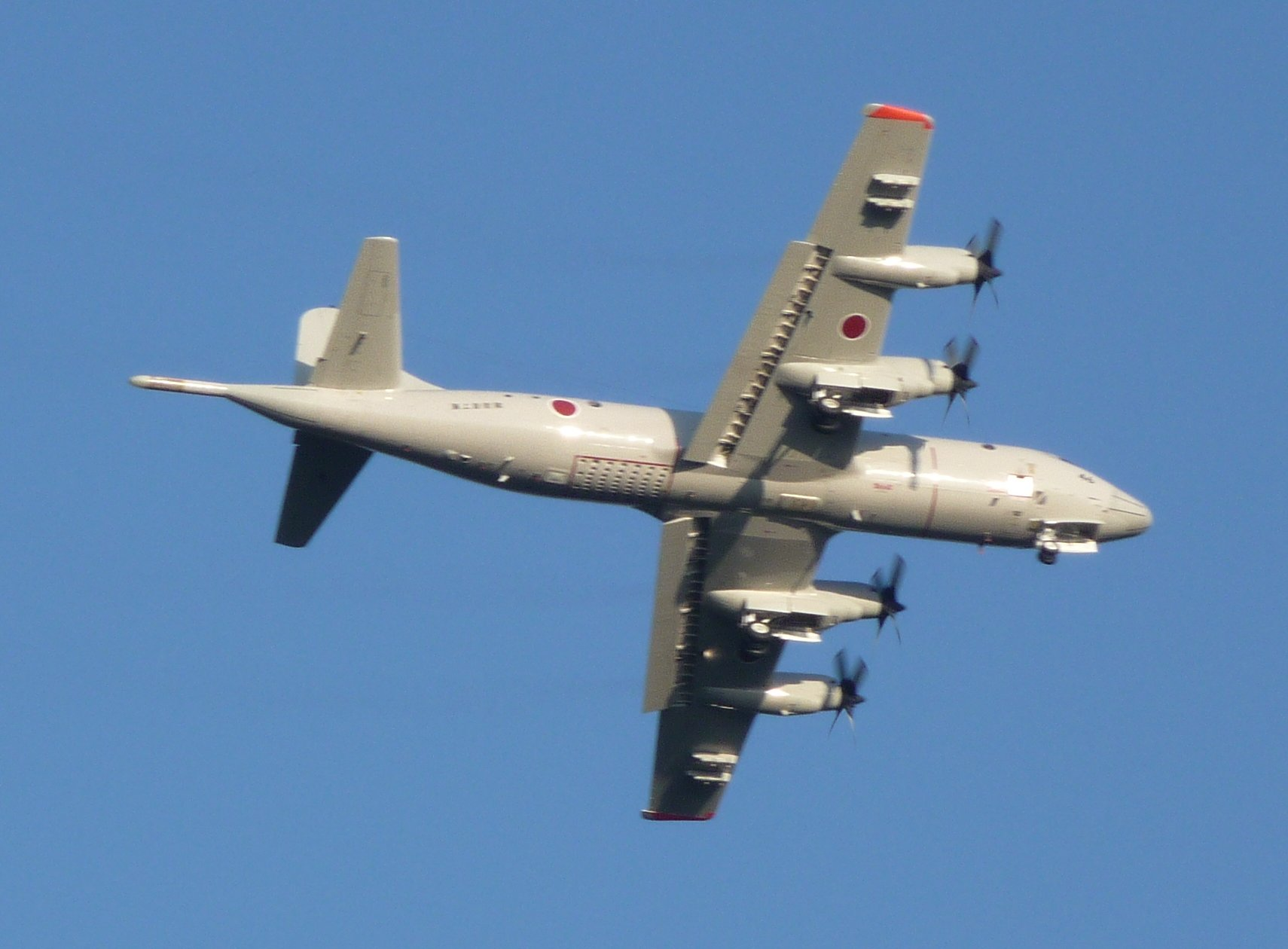
海上自衛隊のP-3C哨戒機はアクティブソノブイなどを投下して領海侵犯した潜水艦を探索した

2004年（平成16年）10月中旬、中国の北海艦隊青島海軍基地から漢（ハン）級原子力潜水艦が出港した。潜水艦は、青島から沖縄本島に向かってまっすぐ進み、上海と沖縄本島との中間点付近で針路を南方に取り、10月中旬に宮古島付近を通過してフィリピン海に出た。そして、宮古島南方海域でグアム島に向けて針路を取り、沖ノ鳥島近海を通過して11月上旬にグアム島に達した。その後、潜水艦はグアム島沖150km地点で島の周りを1周して帰路に就いた。
この潜水艦の動きは、出港直後からアメリカ軍により探知されており、青島沖からはアメリカ海軍と海上自衛隊により、常時監視されていた。
帰路は、往路のさらに南方海域をフィリピンのルソン島に向かって西進し、ルソン島はるか西方で北北西に針路を取る。
11月8日深夜、潜水艦は石垣島に向かってまっすぐ針路を取った。海上自衛隊は、共に潜水艦の監視を行っていた台湾海軍から先島諸島に向かって進行中との通報を受け、海上保安庁とともに潜水艦の大掛かりな追尾を開始した。海上自衛隊は、P-3C哨戒機によるパッシブソノブイ投下により追尾体制に入った。さらに、護衛艦「くらま」「ゆうだち」（両艦とも佐世保基地所属）を現場海域に派遣し、無線による警告を行った。同時に、中国政府に船舶の問い合わせを行ったが、中国政府から何の返答もなかったことから、国籍不明潜水艦として対応することになった。
11月10日午前4時、潜水艦は警告を無視して北北西に進み、石垣島南南東33kmで北に転針する。P-3Cはアクティブソノブイの投下を開始し、潜水艦の正確な位置を特定しつつ追跡を行った。
11月10日午前5時40分、海上自衛隊の護衛艦はソーナーをパッシブモード（音波受信専用）からアクティブモード（探信音送受信モード）に変更し、精密測的と領海侵犯に対する警告を開始した。
11月10日午前6時55分、石垣島は日の出を迎えた。海上保安庁の航空機によって、うっすらと海面に見える艦影が撮影された。また、海上保安庁は付近の航行船舶に対し、航行警報を出し注意を呼びかけた。
11月10日午前5時48分から7時40分にかけて、潜水艦は潜航したまま石垣島と多良間島間の日本国の領海を侵犯した。これは潜航中の潜水艦の領海内の航行が無害通航に該当しないからである。
午前8時45分に防衛庁から海上警備行動が発令された。これは目標がさらに北上し尖閣諸島付近の領海を再度侵犯する恐れが生じたためである。
午後9時、海上自衛隊の護衛艦と、SH-60J哨戒ヘリコプターのディッピングソナーは潜水艦をソーナーで探知した。ただし、このとき警告爆撃などは行わなかった。潜水艦は、東シナ海に出てから追跡をかわすために針路を複雑に変更し、デコイ（おとり）の射出やエンジン停止を行うなどしたが、追跡は継続された。
11月12日午前7時10分、潜水艦は沖縄本島の北西約480kmで日本の防空識別圏をでたが、針路を見定めるために追尾は継続された。
11月12日午後1時海上自衛隊はソナーをアクティブモードからパッシブモードに変更した。潜水艦は、この時点で少なくとも55時間は潜航状態であったため、原子力潜水艦と断定された。
11月12日午後3時、針路上中国海軍の原子力潜水艦と判断でき、かつ再度領海侵犯の恐れがなくなったことから、防衛庁長官と統合幕僚会議議長らの防衛会議を行った。午後3時50分、潜水艦が上海沖に達したため、海上自衛隊は追尾を中止、海上警備行動を終了した。
町村信孝外務大臣は、潜水艦の航跡や音紋、海上保安庁航空機が撮影していた潜水艦の写真の分析から、国籍不明潜水艦が中国海軍所属の漢級原子力潜水艦と判断し、中華人民共和国特命全権公使の程永華を外務省に呼び出し抗議した。程永華は「申し入れはただちに本国に報告する。中国もすでに調査を行っているが、調査中であるため、ただちに抗議を受け入れ、謝罪するわけにはいかない」と答えた。
11月16日未明に、当該潜水艦は青島海軍基地に入港し、艦長は北海艦隊司令部で事情聴取を受けた。同日11時、中国外務次官の武大偉は「調査の結果、中国の原子力潜水艦と確認した。事件の発生を中国として遺憾に思う。通常の訓練の過程で、技術的原因から石垣水道に誤って入った。」と釈明した。しかし、中国主要紙では、外交部の報道官のこの問題に対しての質疑応答部分が削除され掲載された。
11月19日、台湾（中華民国）の陳水扁総統は、「原子力潜水艦の関連情報を事前に日本とアメリカに提供した。」と交流協会会長の服部礼次郎に語った。

## その後の対応
日本は、潜水艦を完璧にマークすることには成功したものの、海上警備行動発令のタイミングが遅れ、潜航したまま30分も領海侵犯されながら、その間必要な対処が出来なかったことが問題になった。事前に、海上保安庁単独では対応できない潜水艦と判明していたにもかかわらず、国土交通省と防衛庁との間の調整と政治決断に時間がかかり過ぎたためである。本件の経過を受け、潜水艦のように明らかに海上保安庁では対応不能な不審船事案に関しては、最初から海上自衛隊が対処するよう運用が改められた。
また、当初より漢級原子力潜水艦とわかっていても最終的な音紋特定に時間がかかり、正式に抗議したのは事件の数日後になったことから、情報確定の困難さ、有事体制発動遅延の可能性が浮き彫りになった。

## 事件の背景

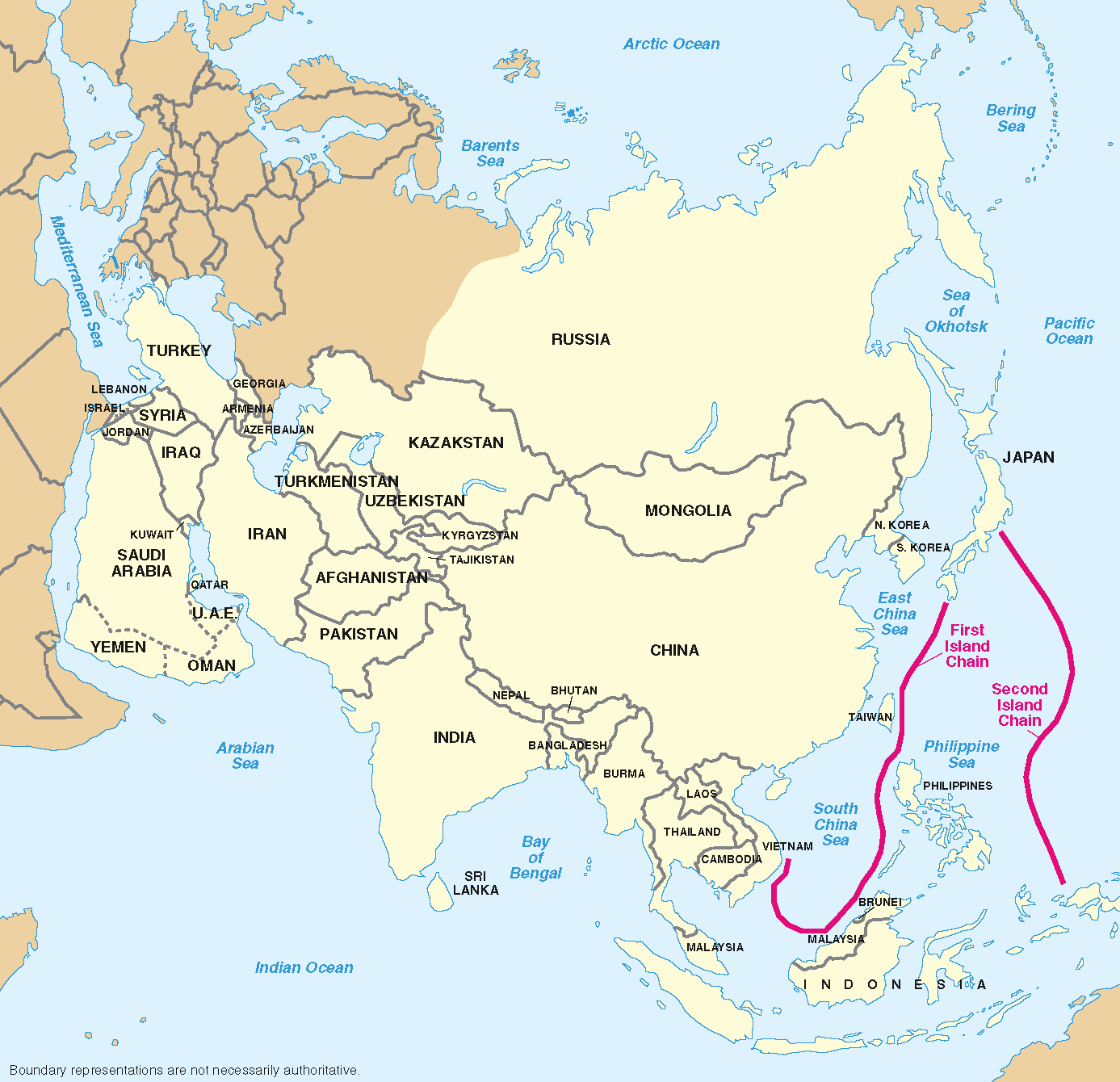
中国人民解放軍が設定した第一列島線・第二列島線

中国海軍が設定した第一列島線を突破できる海峡は、大隅海峡、奄美大島 - 宝島、沖縄本島 - 宮古島、与那国島 - 台湾、および台湾海峡の5箇所しかなく、この海峡は日米の哨戒監視網で常に監視されているため、中国海軍の潜水艦が秘密裏に外洋に出るためには、沖縄本島から宮古島周辺にかけての比較的警戒範囲が広く警備の手薄になりがちな海峡に侵入するしかない。そのため、沖縄近海では、中国の海洋調査船が、海水温の分布や海底地形を探査するために、日本政府に無断で日本の排他的経済水域内での海洋調査を続けており、日米両政府の懸案になっている。

## 異説
軍事評論家の田岡俊次は、自著『北朝鮮・中国はどれだけ恐いか』（朝日新聞出版刊）において「石垣島と西表島を見間違えた航路逸脱」を主張している。それによれば、かつてソ連海軍の核武装した潜水艦がスウェーデンの軍港沖に座礁したウィスキー・オン・ザ・ロックと同様に、無能な潜水艦乗りが犯したお粗末な操船技術が原因であるが、日本側を威嚇するために、真相を秘匿したというものである。